# Шпан'є Поле
Шпан'є Поле (словац. Španie Pole, угор. Gömörispánmező) — село, громада в окрузі Рімавска Собота, Банськобистрицький край, Словаччина. Кадастрова площа громади — 9,19 км². Населення — 82 особи (за оцінкою на 31 грудня 2017 р.).
Знаходиться за ~25 км на північний схід від адмінцентру округу міста Рімавска Собота.

## Історія
Перша згадка 1301 року як Spanmezew. Історичні назви: Spanopolo (1773), Španie Pole (1920), угор. Ispánmező, Gömörispánmező.
У 1828—1837 роках в селі було 98 будинків та 810 жителів.

## Географія
Село знаходиться в південно-східній частині Словацьких Рудних гір.
Висота в центрі села 375 м н.р.м., територією — від 250 до 490 м. Наявні поклади залізної руди.

## Населення
| Рік:            | 1994. | 2004.    | 2014.   | 2024.    |
| --------------- | ----- | -------- | ------- | -------- |
| Кількість осіб: | 107   | 87       | 83      | 72       |
| Різниця:        |       | -18,69 % | -4,59 % | -13,25 % |

| Рік:            | 2023. | 2024.   |
| --------------- | ----- | ------- |
| Кількість осіб: | 76    | 72      |
| Різниця:        |       | -5,26 % |